# Championnats du monde d'escrime 1989
Navigation
Édition précédente Édition suivante
Les championnats du monde 1989 se sont déroulés à Denver aux États-Unis du 5 au 15 juillet 1989. Ce sont les trente huitièmes championnats du monde d'escrime. Ils sont organisés par la Fédération américaine d'escrime sous l’égide de la Fédération internationale d'escrime. C'est la deuxième fois que ces championnats ont lieu aux États-Unis.

## Médaillés
| Épreuves           | Or | Argent | Bronze |
| ------------------ | --- | --- | --- |
| Épée               | | | |
| Hommes individuel  | Manuel Pereira                                                                                                 | Sandro Cuomo                                                                                               | Pavel Kolobkov                                                                                             |
| Hommes par équipes | Italie- Sandro Cuomo - Angelo Mazzoni - Stefano Pantano - Sandro Resegotti                                     | Allemagne de l'Ouest- Elmar Borrmann - Robert Felisiak - Stefan Hörger - Thomas Gerull - Günter Jauch      | Cuba- Wilfredo Loyola - Nelson Loyola - Pedro Merencio - Carlos Pedroso - Lazaro Castro                    |
| Femmes individuel  | Anja Straub | Ute Schäper                                                                                                | Annalisa Coltorti                                                                                          |
| Femmes par équipes | Hongrie- Gyöngyi Szalay - Mariann Horváth - Marina Várkonyi - Diana Eöri - Zsuzsanna Szőcs                     | Italie- Annalisa Coltorti - Laura Chiesa - Elisa Uga - Alessandra Anglesio - Saba Amendolara               | Suisse- Susanne Rompza - Isabelle Pentucci - Anja Straub - Gianna Bürki                                    |
| Fleuret            | | | |
| Hommes individuel  | Alexander Koch                                                                                                 | Philippe Omnès                                                                                             | Mauro Numa                                                                                                 |
| Hommes par équipes | Union soviétique- Serhiy Holubytskyy - Aleksandr Romankov - Dmitry Shevchenko - Boris Koretsky - Ilgar Mamedov | Allemagne de l'Ouest- Thorsten Weidner - Matthias Gey - Thomas Endres - Alexander Koch                     | France- Philippe Conscience - Laurent Bel - Philippe Omnès - Patrice Lhotellier - Lionel Finet             |
| Femmes individuel  | Olga Velichko                                                                                                  | Anja Fichtel                                                                                               | Zita Funkenhauser                                                                                          |
| Femmes par équipes | Allemagne de l'Ouest- Anja Fichtel - Sabine Bau - Susanne Lang - Zita Funkenhauser - Annette Dobmeier          | Union soviétique- Olga Velichko - Tatyana Sadovskaya - Olga Voshchakina - Yelena Grishina - Yelena Glikina | Italie- Francesca Bortolozzi - Diana Bianchedi - Giovanna Trillini - Margherita Zalaffi                    |
| Sabre              | | | |
| Hommes individuel  | Grigori Kirienko                                                                                               | Jarosław Koniusz                                                                                           | Felix Becker                                                                                               |
| Hommes par équipes | Union soviétique- Grigori Kirienko - Andrey Alshan - Sergey Koryashkin - Sergey Mindirgasov                    | Allemagne de l'Ouest- Frank Bleckmann - Felix Becker - Jürgen Nolte - Ulrich Eifler - Jörg Kempenich       | France- Jean-François Lamour - Philippe Delrieu - Franck Ducheix - Pierre Guichot - Jean-Philippe Daurelle |

## Tableau des médailles
| Rang | Nation               | Or | Argent | Bronze | Total |
| ---- | -------------------- | -- | ------ | ------ | ----- |
| 1    | Union soviétique     | 4  | 1      | 1      | 6     |
| 2    | Allemagne de l'Ouest | 2  | 5      | 2      | 9     |
| 3    | Italie               | 1  | 2      | 3      | 6     |
| 4    | Suisse               | 1  | 0      | 1      | 2     |
| 5    | Hongrie              | 1  | 0      | 0      | 1     |
| 6    | Espagne              | 1  | 0      | 0      | 1     |
| 7    | France               | 0  | 1      | 2      | 3     |
| 8    | Pologne              | 0  | 1      | 0      | 1     |
| 9    | Cuba                 | 0  | 0      | 1      | 1     |